# Агаус
Агаус (нім. Ahaus) — місто в Німеччині, знаходиться в землі Північний Рейн-Вестфалія. Підпорядковується адміністративному округу Мюнстер. Входить до складу району Боркен. Розташоване на кордоні з Нідерландами.
Площа — 151,22 км2. Населення становить 39 404 ос. (станом на 31 грудня 2020).